# 年龄地位
年龄地位，指的是：依据一个人的年龄而确定的社会地位。是先赋地位的一种，与年龄角色关系密切。

## 年龄地位不一致
年龄地位不一致，指某个人的某种属性与其所拥有的各种年龄地位的社会期望或界限之间的不一致。